# Politique au Chili
La vie politique au Chili est l’ensemble des éléments qui influencent les activités politiques au Chili, c’est-à-dire la constitution, le climat politique et les partis politiques. Gabriel Boric est président de la République depuis le 11 mars 2022.

## Histoire
La république autocratique et conservatrice (1831-1861) est remplacée par la république libérale (1861-1891) au cours de laquelle quelques conquêtes politiques sont réalisées comme la représentation proportionnelle (1871) et surtout la suppression de la condition de propriétaire pour disposer du droit de vote (1885).

### République parlementaire
Quand commence en 1891 l'ère de la république parlementaire, la lutte entre les libéraux (pipiolos) et conservateurs (pelucones) a déjà évolué en raison de l'apparition du pluripartisme. Les libéraux se sont scindés dans les années 1880 en deux factions : les modérés, ne voulant pas imposer trop rapidement la laïcité et disposés au compromis avec les conservateurs, et les libéraux radicaux, qui rejoignent le Parti radical fondé dès 1862 ou le nouveau Parti démocrate aux idées plus avancées, sinon socialistes.
Des entreprises européennes et notamment britanniques s'étant appropriées une grande partie de l'économie du pays (salpêtre, banque, chemin de fer, commerce), le président José Balmaceda (1886-1891), dirigeant des libéraux modérés, décide de réagir en orientant sa politique dans deux directions : la nationalisation des mines de salpètres et l'intervention de l’État en matière économique. Devant déjà faire face à l'aristocratie conservatrice, il s'aliène les banquiers. Il est destitué par un vote du Parlement et par la pression d'une partie de l'armée. Il se suicide par arme à feu à l'issue de la guerre civile que ses partisans perdirent.

### Luttes ouvrières et réformes sociales
Un nouveau régime parlementaire émerge de la guerre civile ; c'est le gouvernement de la Fronda aristocrática ou de l'oligarchie élargit. À partir de 1906, le Parti radical revendique des réformes sociales et l’établissement d'un régime démocratique. Cette même année, le dirigeant de la Fédération des travailleurs, Luis Emilio Recabarren, est élu à la Chambre mais son élection est annulée par celle-ci. Il fonde en 1912 le Parti ouvrier socialiste.
Malgré les bons résultats économiques du pays, la vie reste particulièrement dure pour une grande partie de la population (journées de travail de 12 ou 14 heures pour les ouvriers, salaires très faibles, analphabétisme de plus de 50 % dans les années 1900-1910, etc). Un syndicalisme s'organise et lutte ; les grèves et les manifestations ouvrières se multiplient, parfois réprimée très durement : grève générale à Santiago (1905), des chemins de fer et des mines à Antofagasta (1906), manifestation à Iquique (1907). De 1911 à 1920, on enregistrera 293 grèves. Certaines répressions font des centaines de morts. Le mouvement ouvrier s'organise dans les années 1910 avec la création de la Fédération ouvrière régionale du Chili en 1913 et de la branche chilienne de l'Industrial Workers of the World en 1919.
En 1920, la crise économique détériore le niveau de vie des classes moyennes, qui se rapprochent politiquement des classes populaires. Cette nouvelle conjoncture aboutit à l'élection d'Arturo Alessandri Palma. Pendant son premier mandat, il mène une politique progressiste : code du travail, établissement de l'impôt sur la rente foncière, institution de la Banque centrale, création des caisses de sécurité sociale, etc. Il doit néanmoins constamment composer avec le Sénat, toujours sous le contrôle des conservateurs, qui tente systématiquement de bloquer ses réformes. Peu avant son retrait du pouvoir, il établit une nouvelle Constitution qui est considérée comme l'avènement d'une véritable démocratie au Chili. Cette Constitution consacre la séparation de l'Eglise et de l'Etat et la liberté religieuse, déclare l'instruction primaire obligatoire, restaure le présidentialisme mais en faisant élire le président au suffrage universel, et surtout proclame que la propriété doit être réglementée de façon à lui assurer une fonction sociale.
Le Parti communiste du Chili est fondé en 1922.

## Constitution de 1980
Comme le précise la Constitution politique de 1980 (largement amendée depuis cette date), le Chili est un État unitaire, avec un territoire divisé en 13 régions. La nation possède la souveraineté du pouvoir, qui s’exerce à travers l’élection des représentants par suffrage universel ou par référendum.
Le système politique du Chili est la démocratie républicaine. Les trois pouvoirs sont séparés selon la Constitution de 1980, avec par exemple le tribunal constitutionnel, la banque centrale, le Conseil de sécurité nationale.
Le président de la république possède d’importants pouvoirs, comme de désigner des sénateurs, de nommer les ministres ou de déclarer l’état de guerre. En vertu de la Constitution politique de 1980, l’État chilien est divisé entre les trois pouvoirs classiques :
- le pouvoir exécutif est tenu par le président de la République, élu démocratiquement tous les quatre ans au suffrage universel direct, et qui ne peut pas briguer un deuxième mandat immédiat. Une fois élu, le président désigne un cabinet de ministres, dont le ministre de l’Intérieur ;
- le pouvoir législatif est représenté par le Congrès national, dont le siège se trouve à Valparaíso depuis le retour de la démocratie en 1990. Il s’agit d’un congrès bicaméral, composé d’un sénat et d’une chambre de députés. Aujourd’hui, il compte quarante-huit sénateurs élus pour huit ans (dont neuf sont désignés par diverses institutions — n’est plus en vigueur selon les modifications de la constitution en 2005 — et un est sénateur à vie après avoir été président du pays) ; et cent-vingt députés élus pour quatre ans. Les parlementaires, sauf ceux de la parenthèse, sont tous élus démocratiquement au système binominal à un tour ;
- le pouvoir judiciaire connaît des affaires civiles et criminelles. Il est composé d’une Cour suprême, des cours d’appel et des tribunaux de première instance.

Il faut ajouter que les réformes les plus profondes à la Constitution de 1980 ont été récemment promulguées (en septembre 2005), ce qui est considéré par certains comme la fin de la transition vers la démocratie. Ces réformes perfectionnent la Constitution en supprimant les dits « verrouillages autoritaires », laissés par Pinochet. Quelques réformes sont mises en place :
- la réduction du mandat présidentiel de six à quatre ans ;
- le président est habilité pour appeler à la retraite les commandants en chef des forces armées;
- l’élimination des sénateurs désignés à vie, ce qui a pour effet une réduction du Sénat à trente-huit membres depuis mars 2006. Le système d’élection binominal utilisé pour les législatives et qui, à présent, favorise les deux grands blocs politiques, n’a pas été modifié.

Une autre modification concerne également la possibilité aux enfants de Chiliens (de ceux qui sont nés au Chili et donc Chiliens par le passeport) d’obtenir la nationalité (avoir non plus un titre de voyage mais un véritable passeport chilien), mais pas la citoyenneté (donc la possibilité de voter en cas d’élections). Il faut également tenir compte du fait que, à ce jour, plusieurs dizaines de milliers d’enfants de Chiliens n’étaient jusqu’àlors considérés que comme des non nationaux (reconnus dans certains pays comme apatrides). Dans les projets encore en cours, le droit de vote pour les Chiliens résidant à l’étranger en fait partie.

## Climat politique

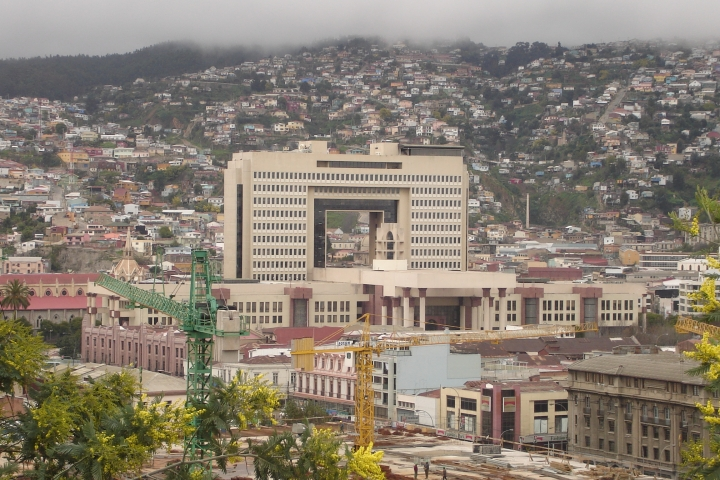
Congrès National à Valparaíso.

Depuis 1990, le pays connaît une vie démocratique après une interruption de dix-sept ans de dictature militaire.
Il existe une opposition de centre-gauche rassemblée dans une coalition de partis appelée Concertation des partis pour la démocratie (Concertación), qui regroupe la Démocratie chrétienne (DC), le Parti socialiste (PS), le Parti radical social-démocrate (PRSD) et le Parti pour la démocratie (PPD). Il y a également une opposition plus à gauche, Juntos Podemos Más, qui associe le Parti communiste (PC) et des partis humanistes et écologistes, qui n’ont pas de représentation au Congrès.
Les principaux blocs politiques se sont constitués au milieu des années 1980 et sont devenus officiels pour le référendum de 1988 qui a mis fin à la pérennité du régime militaire d'Augusto Pinochet et entamé une transition vers la démocratie. L’année suivante, chaque bloc a conservé son unité afin d’aborder l’élection présidentielle et chaque coalition a présenté un candidat. Depuis alors, malgré les problèmes qui surgissent de temps en temps à l’intérieur des blocs, le panorama politique n’a pas beaucoup changé.

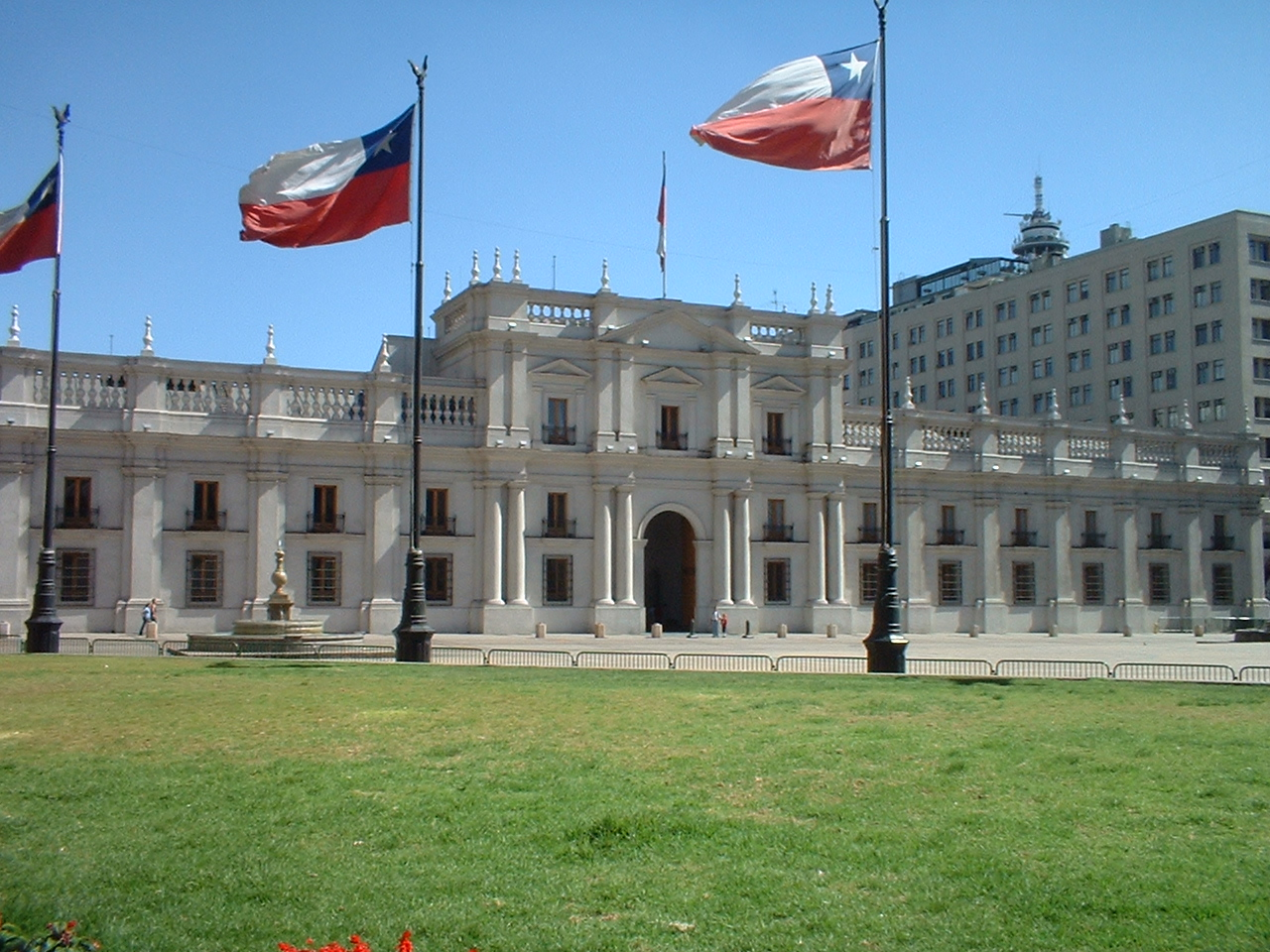
Palais de La Moneda, le palais présidentiel.

Le 11 décembre 2005, la socialiste et candidate de la Concertación Michelle Bachelet est arrivée en tête du premier tour de la présidentielle avec 45,96 % des voix devant le candidat du parti de la Rénovation nationale, Sebastián Piñera (25,41 %), de l'Union démocrate indépendante et ancien maire de Santiago, Joaquín Lavín (23,23 %), et celui de l’extrême-gauche, Tomás Hirsch (5,40 %). Le 15 janvier suivant, Bachelet remporte le scrutin avec 53,5 % des suffrages.
Les électeurs ont aussi élu cent vingt députés et vingt sénateurs sur trente-huit sièges, supprimant au passage les postes de sénateurs à vie créés par le général Pinochet. La Concertation a remporté plus de 54 % des sièges de députés et 57 % des sièges de sénateurs, s’assurant la majorité dans les deux chambres.
Le 13 décembre 2009, le candidat de la Coalition pour le changement (droite et centre droit), Sebastián Piñera, arrive en tête de l'élection présidentielle avec 44,06 % des suffrages. Le candidat de la Concertación, l'ancien président Eduardo Frei Ruiz-Tagle n'en n'obtient que 29,60 %, et le candidat dissident issu des socialistes, Marco Enríquez-Ominami, rassemble 20,14 % des voix. Le 17 janvier 2010, Sebastián Piñera est élu président de la République avec 51,61 % des suffrages. Il met ainsi fin à 20 ans de pouvoir de centre gauche. Sa coalition remporte aussi la majorité à la chambre basse du parlement.
En janvier 2015, la présidente Michelle Bachelet fait adopter un changement de la loi électorale qui en termine notamment avec le système binominal et favorise les petites listes. Selon l'institut de sondage Mori, cette loi « a mis fin à un système électoral unique au monde, imposé par Pinochet pour favoriser la droite et empêcher la coalition de centre-gauche de mener des réformes après le retour de la démocratie ».

## Médias
La totalité des journaux nationaux appartiennent à l’homme d’affaires Agustín Edwards, dirigeant du groupe El Mercurio, ou au banquier Alvaro Saieh, qui dirige le Consorcio periodístico de Chile SA (Copesa). 

## Partis politiques
- Alliance pour le Chili
  - Union démocrate indépendante (UDI) (Juan Antonio Coloma)
  - Rénovation nationale (RN) (Carlos Larraín)
- Concertation des partis pour la démocratie
  - Parti démocrate-chrétien chilien (PDC) (Ignacio Walker)
  - Parti pour la démocratie (PPD) (Carolina Tohá)
  - Parti radical social démocrate (PRSD) (José Antonio Gómez)
  - Parti socialiste du Chili (PS) (Osvaldo Andrade)
- Autres partis
  - Parti communiste du Chili (PC)
  - Chrétiens de gauche
  - Parti humaniste du Chili

## Mouvements politiques
- Wallmapuwen

## Congrès national
| Groupe parlementaire     | Groupe parlementaire                                             | Président                                    | Sièges | Part des sièges | Positionnement politique | Idéologie                        |
| ------------------------ | ---------------------------------------------------------------- | -------------------------------------------- | ------ | --------------- | ------------------------ | -------------------------------- |
| Chile Vamos              | Chile Vamos                                                      | Chile Vamos                                  | 91     | 45.96%          |                          |                                  |
|                          | Groupe Rénovation nationale                                      | Mario Desbordes                              | 43     | 21.72%          | Centre droit             | Conservatisme                    |
|                          | Groupe Union démocrate indépendante                              | Jacqueline Van Rysselberghe                  | 39     | 19.70%          | Droite                   | Conservatisme                    |
|                          | Groupe Evolución Política et indépendants                        | Hernán Larraín Matte                         | 9      | 4.55%           | Centre droit             | Libéralisme classique            |
| Convergencia Progresista | Convergencia Progresista                                         | Convergencia Progresista                     | 50     | 25.25%          |                          |                                  |
|                          | Groupe Parti socialiste                                          | Álvaro Elizalde                              | 26     | 13.13%          | Centre gauche            | Social-démocratie                |
|                          | Groupe Parti pour la démocratie                                  | Heraldo Muñoz                                | 12     | 6.06%           | Centre gauche            | Social-démocratie                |
|                          | Groupe Parti radical social-démocrate et indépendants            | Carlos Maldonado                             | 12     | 6.06%           | Centre gauche            | Social-démocratie                |
| Front large              | Front large                                                      | Front large                                  | 22     | 11.11%          |                          |                                  |
|                          | Groupe Revolución Democrática et indépendants                    | Catalina Pérez                               | 10     | 5.05%           | Gauche                   | Social-démocratie                |
|                          | Groupe Parti humaniste, Partido Ecologista Verde et indépendants | Catalina Valenzuela et Félix González Gatica | 6      | 3.03%           | Gauche, Centre gauche    | Social-démocratie, Écosocialisme |
|                          | Groupe Partido Liberal et indépendants                           | Luis Felipe Ramos et Javiera Toro            | 6      | 3.03%           | Centre gauche            | Social-libéralisme               |
| Parti démocrate-chrétien | Parti démocrate-chrétien                                         | Parti démocrate-chrétien                     | 20     | 10.10%          |                          |                                  |
|                          | Groupe Parti démocrate-chrétien                                  | Fuad Chahín                                  | 20     | 10.10%          | Centre                   | Démocratie chrétienne            |
| Unidad para el Cambio    | Unidad para el Cambio                                            | Unidad para el Cambio                        | 15     | 7.58%           |                          |                                  |
|                          | Groupe Parti communiste et Partido Progresista                   | Guillermo Tellier                            | 10     | 5.05%           | Extrême gauche           | Communisme                       |
|                          | Groupe Federación Regionalista Verde Social                      | Jaime Mulet                                  | 5      | 2.53%           | Centre gauche            | Écosocialisme, Régionalisme      |
| Total                    | Total                                                            | Total                                        | 198    | 100%            |                          |                                  |